# 2バイト言語
2バイト言語（2バイトげんご）とは、コンピュータ関連の世界で、日本語、中国語、朝鮮語など、通常使用する文字をコンピュータで扱う上で、1文字に2バイトを要する用字系で表記される言語を指す言葉。ダブルバイト言語、マルチバイト言語ともいう呼び方もなされる。

## 背景
コンピュータで世界の各言語を処理できるようにするにあたり、英語などの言語は当時の1バイト文字で十分な表現が行えたが、1バイト文字の範囲で扱えない文字数のある言語を使う国では、2バイトの文字を扱う必要に迫られた（マルチバイト処理）。
これには大変な困難が伴ったほか、その後も英語版ソフトウェアの他言語版を作成する際、フランス語版を作るのに比べ、日本語版（あるいは朝鮮語版、中国語版など）を作るのは必要な労力が桁違いに多かった。それはいわゆる1バイト文字だけ扱っていたソフトウェア（特にワープロソフトやDTPソフトなど）を、マルチバイト文字も扱えるようにするには大幅な拡張が必要だったためである。
例えば英語の場合ラテン文字26文字で、大文字や小文字、「.」（終止符）や「!」（感嘆符）、「?」疑問符などを含めても、1バイト (256種類) で事足りるし、フランス語やドイツ語も似たようなものである。しかし、アジアの言語、例えばハングルを表現しようとしたら日常的に使われる文字だけでも2500文字以上あり（1987年のKS C 5601では2350文字収録）、日本語や中国語ではさらに文字数が多くなるため、1バイトではとても足りないので、1バイト文字を拡張し2バイト (16 bit)＝65536 (=216) 種類表現できるようにした。
そのため、英語やフランス語などの言語をひとまとめにして1バイト言語、2バイト文字が必要となるものを2バイト言語とする呼び方が生まれた。

## 2バイト圏
なお同じソフトウェアでも英語版やドイツ語版などと、日本語版や中国語版、朝鮮語版とで価格が大きく違うものが見られる。開発およびローカライズにかかわるコストの違いと見られるが、このため「1バイト言語」「2バイト言語」という表現が今でも使用される。最近はゲームなどでの影響も顕著である（表現上の問題から、本国とは仕様の異なる場合もある）。
一部では、欧米と対置するものとして「2バイト/ダブルバイト圏(文化圏)」という表現も見られる。
これらの2バイト圏は、主に2バイト文字を使う中国語や日本語、朝鮮語を意味する英語の頭文字を取って CJK 、またはそこにベトナム語を加え CJKV と呼ぶ。